# Lista de denunciados e julgados do Escândalo do Mensalão
Esta lista compreende pessoas denunciadas oficialmente na Denúncia no Inquérito nº 2245 do Procuradoria Geral da República.

## Denunciados oficialmente
Na ordem em que aparecem no documento Denúncia no Inquérito nº 2245 do Procuradoria Geral da República.
| Nome                                                | Acusação | Status |
| --------------------------------------------------- | --- | --- |
| José Dirceu de Oliveira e Silva                     | Negociar acordos com os partidos políticos que apoiaram o novo governo e a criação de um esquema clandestino de financiamento que distribuiu recursos ao PT e a seus aliados para garantir apoio no Congresso                                                                               | Condenado por corrupção ativa. Pena de 10 anos e 10 meses, posteriormente reduzida a 7 anos e 11 meses (após os embargos infringentes). |
| José Genoíno Neto                                   | Participar das negociações com os partidos aliados e com os bancos que alimentaram o "valerioduto" e orientar a distribuição do dinheiro do esquema | Condenado por corrupção ativa e lavagem de dinheiro. Pena de 6 anos e 11 meses de prisão, que deverá cumprir inicialmente em regime semiaberto e pagamento de R$ 468 mil em multas, posteriormente reduzido a 4 anos e 8 meses.               |
| Delúbio Soares de Castro                            | Orientar a distribuição de recursos para os partidos aliados ao governo. | Condenado por corrupção ativa. Pena de 8 anos e 11 meses inicialmente em regime semiaberto e pagamento de R$ 325 mil em multas, posteriormente reduzido a 6 anos e 8 meses.                                                                   |
| Sílvio José Pereira                                 | Participar das negociações com os partidos que apoiaram o governo Lula no Congresso. | Fez acordo com a Justiça para livrar-se do processo cumprindo pena alternativa. Prestou 750 horas de serviços comunitários durante três anos.                                                                                                 |
| Waldomiro Diniz                                     | Conluio com Carlos Ramos (Carlinhos Cachoeira) para arrecadar fundos para a campanha eleitoral do Partido dos Trabalhadores (PT) e do Partido Socialista Brasileiro (PSB) no Rio de Janeiro                                                                                                 | Condenado por corrupção passiva e ativa. Pena de 12 anos de reclusão e pagamento de multas. |
| Marcos Valério Fernandes de Souza                   | Criar o esquema clandestino que financiou o PT e outros partidos governistas, desviando recursos obtidos com contratos de publicidade firmados com o Banco do Brasil e a Câmara dos Deputados e usando empréstimos fraudulentos dos bancos Rural e BMG para disfarçar a origem do dinheiro. | Condenado por corrupção ativa, peculato, lavagem de dinheiro e evasão de divisas. Pena de 40 anos, 4 meses e 6 dias de prisão e o pagamento de R$ 2,78 milhão em multas.                                                                      |
| Ramon Hollerbach Cardoso                            | Participar da negociação dos empréstimos e dos contratos de Marcos Valério com o Banco do Brasil e a Câmara dos Deputados. | Condenado por evasão de divisas, corrupção ativa, peculato e lavagem de dinheiro. Pena de 29 anos, 7 meses e 20 dias de prisão e pagamento de R$ 2,78 milhão em multas.                                                                       |
| Cristiano de Mello Paz                              | Participar da negociação dos empréstimos e da distribuição de recursos a políticos, com o objetivo de obter contratos de publicidade, o empresário também é acusado de remessa irregular de dinheiro para o exterior.                                                                       | Condenado por corrupção ativa, peculato e lavagem de dinheiro. Pena de 25 anos, 11 meses e 20 dias de prisão e o pagamento de R$ 2,5 milhão em multas, posteriormente reduzido a 23 anos, 8 meses e 20 dias em regime fechado.                |
| Rogério Lanza Tolentino                             | Participar da negociação dos empréstimos e ajudar a montar o esquema de distribuição dos recursos para os políticos. | Condenado por corrupção ativa e lavagem de dinheiro. Pena de 8 anos e 5 meses de prisão e o pagamento de R$ 312 mil em multas. |
| Simone Reis Lobo De Vasconcelos                     | Distribuir o dinheiro do "valerioduto", dar instruções ao Banco Rural, sacar cheques na boca do caixa e fazer pagamentos pessoalmente. | Condenada por lavagem de dinheiro, corrupção ativa e evasão de divisas. Pena de 12 anos, sete meses e 20 dias de prisão e o pagamento de R$ 374 mil em multas                                                                                 |
| Geiza Dias Dos Santos                               | Ajudar a distribuir recursos do "valerioduto" para deputados. | Absolvida. Afirmou que apenas cumpria ordens. |
| Kátia Rabello                                       | Negociar empréstimos que mantinham os cofres do PT e o "valerioduto" na esperança de obter do governo vantagens na liquidação do Banco Mercantil de Pernambuco. | Condenada por lavagem de dinheiro, gestão fraudulenta de instituição financeira e evasão de divisas. Pena de 16 anos e 8 meses de prisão e o pagamento de R$ 1,5 milhão em multas, posteriormente reduzido a 14 anos e 5 meses.               |
| José Roberto Salgado                                | Autorizar a contratação e a renovação dos empréstimos para o PT e as empresas de Marcos Valério e transferir ilegalmente recursos para o publicitário Duda Mendonça no exterior. | Condenado por evasão de divisas, gestão fraudulenta e lavagem de dinheiro. Pena de 16 anos e 8 meses de prisão e o pagamento de R$ 1 milhão em multa, posteriormente reduzido a 14 anos e 5 meses.                                            |
| Vinícius Samarane                                   | Não comunicar às autoridades sobre os saques do "valerioduto" e as irregularidades nos empréstimos. | Condenado por lavagem de dinheiro e gestão fraudulenta de instituição financeira. Pena de 8 anos, 9 meses e 10 dias de prisão e o pagamento de R$ 598 mil em multas.                                                                          |
| Ayanna Tenório Tôrres de Jesus                      | Autorizar a renovação dos empréstimos no Banco Rural e de não ter notificado o Banco Central sobre as operações suspeitas feitas pelas empresas de Marcos Valério. | Absolvida. Disse que cuidava da área de recursos humanos do banco e apenas seguiu orientação de José Roberto Salgado para votar a renovação dos empréstimos.                                                                                  |
| João Paulo Cunha                                    | Receber R$ 50 mil do "valerioduto" para contratar uma das agências de Marcos Valério, a SMP&B, quando presidia a Câmara dos Deputados e se beneficiar do desvio de recursos públicos repassados à agência.                                                                                  | Condenado por corrupção passiva, peculato e lavagem de dinheiro. Pena de 9 anos e 4 meses de prisão e o pagamento de R$ 260 mil em multas, posteriormente reduzido a 6 anos e 4 meses.                                                        |
| Luiz Gushiken                                       | Autorizar Pizzolato a adiantar os pagamentos do fundo Visanet para a DNA. | Absolvido. Afirma que não tinha influência sobre a distribuição dos recursos do fundo Visanet. |
| Henrique Pizzolato                                  | Receber R$ 336 mil do "valerioduto" e autorizar um adiantamento de R$ 73 milhões do fundo Visanet para a DNA, a agência de Marcos Valério que tinha contrato de publicidade com o Banco do Brasil.                                                                                          | Condenado por peculato, corrupção passiva e lavagem de dinheiro, alem de fugir do Brasil usando passaporte falso e identidade falsa com nome do irmão falecido. Pena de 12 anos e 7 meses de prisão e pagamento de R$ 1,272 milhão em multas. |
| Pedro da Silva Corrêa de Oliveira Andrade Neto      | Participar das negociações que levaram ao repasse de pelo menos R$ 3 milhões do "valerioduto" e uso da corretora Bônus Banval para distribuir o dinheiro. | Condenado por lavagem de dinheiro e corrupção passiva. Pena de 9 anos e 5 meses de prisão e o pagamento de R$ 1,132 milhão em multas. |
| José Mohamed Janene                                 | Captar pelo menos R$ 3 milhões do "valerioduto" para garantir o apoio do partido ao governo e usar a corretora Bônus Banval para distribuir o dinheiro disfarçando sua origem. | Não foi julgado. Faleceu em 2010. |
| Pedro Henry Neto                                    | Participar das negociações que levaram ao repasse de pelo menos R$ 3 milhões do "valerioduto" para o PP e ao uso da corretora Bônus Banval para distribuir o dinheiro. | Condenado por corrupção passiva e lavagem de dinheiro. Pena de 7 anos e 2 meses de prisão em regime semiaberto e o pagamento de R$ 962 mil em multas.                                                                                         |
| João Cláudio de Carvalho Genu                       | Sacar R$ 1 milhão do "valerioduto" para o PP. | Condenado por lavagem de dinheiro e corrupção passiva. Pena de 7 anos e 3 meses de prisão e o pagamento de R$ 480 mil em multas. |
| Enivaldo Quadrado                                   | Receber R$ 11 milhões do "valerioduto" para repassar o dinheiro a pessoas ligadas ao PP. | Condenado por lavagem de dinheiro. Pena de 5 anos e 9 meses de prisão e o pagamento de R$ 528 mil em multas. |
| Breno Fischberg                                     | Receber R$ 11 milhões do "valerioduto" para repassar o dinheiro a pessoas ligadas ao PP, a estratégia era esconder a origem do dinheiro usado no esquema. | Condenado por lavagem de dinheiro. Pena de 3 anos e 6 meses de prisão em regime semiaberto e multa de R$ 528 mil, posteriormente absolvido.                                                                                                   |
| Carlos Alberto Quaglia                              | Emprestar a corretora Natimar para que a Bônus Banval repassasse parte dos recursos destinados ao PP. | Processo anulado. O STF aceitou um pedido do advogado, que alegou cerceamento de defesa. |
| Valdemar Costa Neto                                 | Receber R$ 8,8 milhões do "valerioduto" e usar uma empresa fantasma, a Guaranhuns, para disfarçar a origem do dinheiro. Teria negociado com o PT um acordo para obter os recursos em troca do apoio do PL ao governo no Congresso.                                                          | Condenado por corrupção passiva e lavagem de dinheiro. Pena de 7 anos e 10 meses em regime semiaberto e pagamento de R$ 1.080 milhão de multa.                                                                                                |
| Jacinto de Souza Lamas                              | Sacar R$ 1 milhão do "valerioduto" para o PL. | Condenado por lavagem de dinheiro e corrupção passiva. Pena de 5 anos em regime semiaberto e pagamento de R$ 240 mil em multas. |
| Antônio de Pádua de Souza Lamas                     | Sacar R$ 350 mil do "valerioduto" para o irmão, o ex-tesoureiro do PL Jacinto Lamas. | Absolvido. Afirmou que cumpriu ordens da direção do partido e o Ministério Público decidiu pedir sua absolvição devido à ausência de provas.                                                                                                  |
| Carlos Alberto Rodrigues Pinto (Bispo Rodrigues)    | Receber R$ 150 mil do "valerioduto" para votar a favor do governo. | Condenado por corrupção passiva e lavagem de dinheiro. Pena de 6 anos e 3 meses de prisão inicialmente em regime semiaberto e pagamento de R$ 696 mil em multas.                                                                              |
| Roberto Jefferson Monteiro Francisco                | Receber R$ 4,5 milhões do "valerioduto" para votar a favor do governo no Congresso, depois de fechar um acordo em que o PT prometeu entregar R$ 20 milhões para o PTB. | Condenado por corrupção passiva e lavagem de dinheiro. Pena de 7 anos e 14 dias de prisão em regime semiaberto e o pagamento de R$ 720,8mil em multas.                                                                                        |
| Emerson Eloy Palmieri                               | Participar das negociações em que o PT prometeu arranjar R$ 20 milhões para o PTB. Teria recebido do "valerioduto" R$ 4 milhões para o partido. | Condenado por corrupção passiva e lavagem de dinheiro. Pena de 4 anos de prisão e o pagamento de R$ 228 mil em multas. |
| Romeu Ferreira de Queiroz                           | Reeceber R$ 102 mil reais da Usiminas, repassados pela SMP&B na campanha de 2004. | Condenado por lavagem de dinheiro e corrupção passiva. Pena de 6 anos e 6 meses de prisão e pagamento de R$ 858 mil em multa. |
| José Rodrigues Borba                                | Receber R$ 200 mil do "valerioduto" para votar a favor do governo. | Condenado por corrupção passiva. Pena de 2 anos e 6 meses em regime aberto e o pagamento de R$ 390 mil em multas. |
| Paulo Roberto Galvão da Rocha                       | Receber R$ 820 mil do "valerioduto". | Absolvido. Disse que o dinheiro era para quitar dívidas da campanha eleitoral de 2002. |
| Anita Leocádia Pereira da Costa                     | Sacar R$ 620 mil do "valerioduto" para Paulo Rocha. | Absolvida. Disse que apenas cumpriu ordens do deputado e que não sabia que ação era criminosa. |
| Luiz Carlos da Silva (Professor Luizinho)           | Receber R$ 20 mil do "valerioduto". | Absolvido. Disse que foi sacado por um assessor sem o seu conhecimento, o dinheiro foi repassado ao PT para quitar dívidas da campanha de 2004.                                                                                               |
| João Magno De Moura                                 | Receber R$ 360 mil do "valerioduto". | Absolvido. Argumentou que o dinheiro era para quitar dívidas de campanhas eleitorais. |
| Anderson Adauto Pereira                             | Receber R$ 950 mil do "valerioduto" e apresentar o esquema à cúpula do PTB. | Absolvido. Disse que o dinheiro era para saldar dívidas da campanha eleitoral de 2002 e que desconhecia sua origem ilícita. |
| José Luiz Alves                                     | Sacar R$ 600 mil para o então ministro Anderson Adauto. | Absolvido. Disse que apenas cumpriu ordens do chefe. |
| José Eduardo Cavalcanti de Mendonça (Duda Mendonça) | Receber R$ 11 milhões do "valerioduto", dinheiro que não declarou á Receita Federal e teve parte transferida ilegalmente para contas no exterior. | Absolvido. Disse que desconhecia a origem ilícita dos recursos e que o dinheiro era para saldar dívidas da campanha de 2002. |
| Zilmar Fernandes Silveira                           | Sacar R$ 1,4 milhão do "valerioduto" para Duda Mendonça e transferir recursos ilegalmente para o exterior. | Absolvida. Afirmou que desconhecia a origem ilícita dos recursos. O dinheiro era para saldar dívidas da campanha de 2002. |